# Champagnac-la-Noaille
Champagnac-la-Noaille (Champanhac-la-Noalha auf Okzitanisch) ist eine französische Gemeinde mit 230 Einwohnern (Stand 1. Januar 2022) im Département Corrèze in der Region Nouvelle-Aquitaine. Die Einwohner nennen sich Champagnacois(es).

## Geografie
Die Gemeinde liegt im Zentralmassiv am rechten Ufer der Doustre und ist von ausgedehnten Wäldern umgeben. Tulle, die Präfektur des Départements liegt ungefähr 25 Kilometer südwestlich und Égletons etwa 14 Kilometer nördlich sowie Ussel rund 40. Kilometer nordöstlich.
Nachbargemeinden von Champagnac-la-Noaille sind Montaignac-sur-Doustre im Norden und Nordosten, Lafage-sur-Sombre im Südosten, Marcillac-la-Croisille im Süden, Saint-Pardoux-la-Croisille im Südwesten, Clergoux im Westen sowie Eyrein im Nordwesten.

## Geschichte
Durch archäologische Funde ist eine Besiedlung schon in gallisch-römischer Zeit nachgewiesen. Der Name Champagnac kommt von Campanius-acum, Landgut des Campanius, während la Noaille sich auf den Namen der Lehnsherren in diesem Gebiet bezieht.

### Wappen
Beschreibung: In Silber drei (2;1) rote Ringe.

## Einwohnerentwicklung
| Jahr      | 1962 | 1968 | 1975 | 1982 | 1990 | 1999 | 2007 | 2016 |
| Einwohner | 351  | 315  | 293  | 258  | 221  | 189  | 218  | 239  |